# 薩維尼亞河畔雷契察
薩維尼亞河畔雷契察是斯洛文尼亞北部薩維尼亞河畔雷契察市鎮的城鎮及行政中心。城镇面積为2.18平方公里，2019年人口数量为516人。

## 外部連結

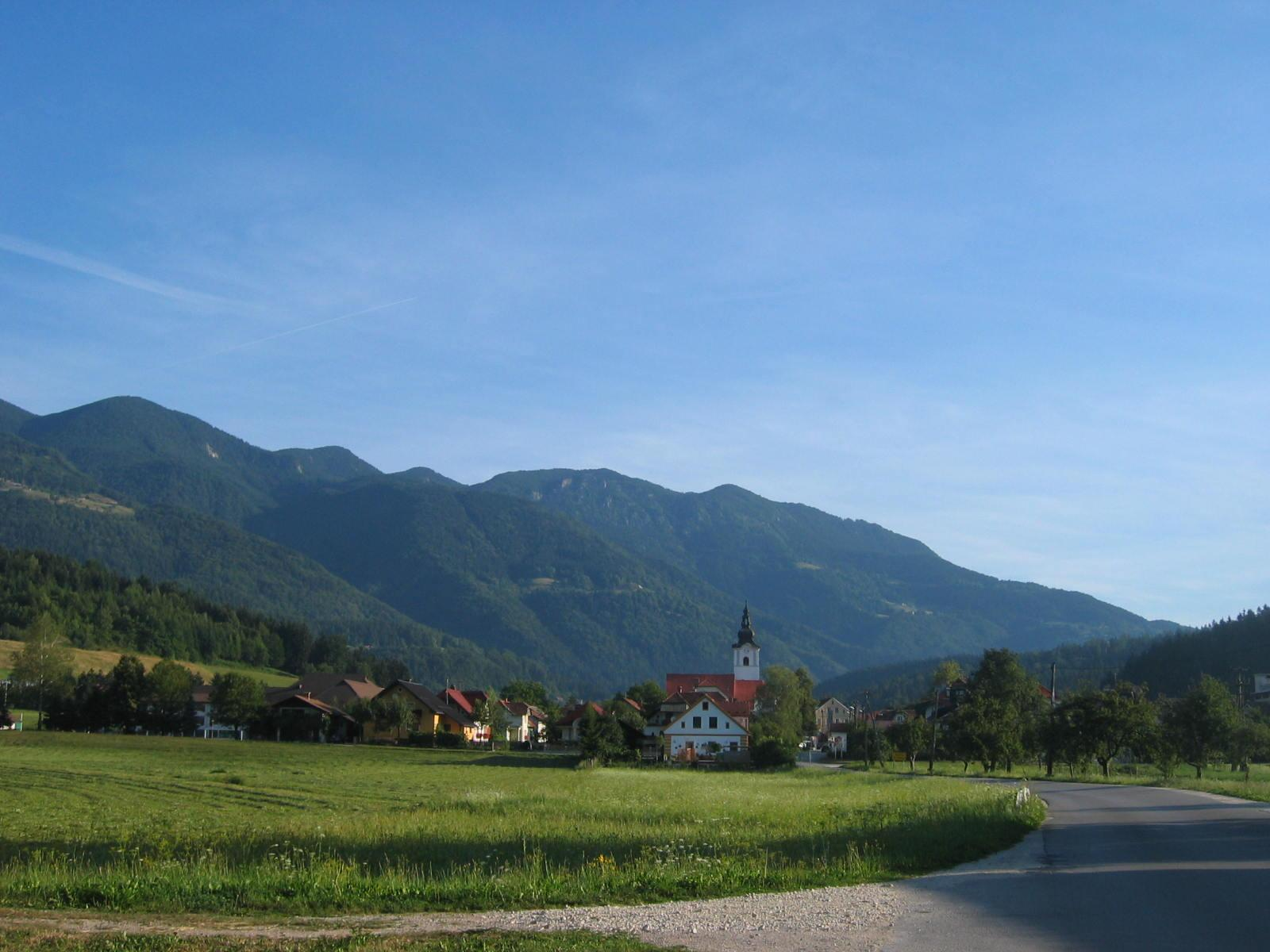
薩維尼亞河畔雷契察

- Rečica ob Savinji on Geopedia （页面存档备份，存于）